# Oemodana binotata
Oemodana binotata är en skalbaggsart som beskrevs av Hintz 1919. Oemodana binotata ingår i släktet Oemodana och familjen långhorningar. Inga underarter finns listade i Catalogue of Life.